# Маний Помпоний Матон
Ма́ний Помпо́ний Матон (лат. Manius Pomponius Mathō; умер в 211 году до н. э.) — римский политический деятель из плебейского рода Помпониев, консул 233 года до н. э., брат Марка Помпония Матона, консула 231 года до н. э.
Коллегой Мания Помпония по консульству был Квинт Фабий Максим, известный позже как Кунктатор. Помпоний победил сардов и получил за это триумф.
Дочь Мания Помпония вышла замуж за Публия Корнелия Сципиона, консула 218 года до н. э. Таким образом, Публий Корнелий Сципион Африканский и Луций Корнелий Сципион Азиатский приходились Матону внуками.